# Голубівська сільська рада (Ружинський район)
Голубівська сільська рада — адміністративно-територіальна одиниця та орган місцевого самоврядування у Білилівському, Ружинському і Попільнянському районах Бердичівської округи, Київської й Житомирської областей Української РСР та України з адміністративним центром у с. Голубівка.

## Населені пункти
Сільській раді були підпорядковані населені пункти:
- с. Голубівка
- с. Черемуха

## Населення
Відповідно до перепису населення СРСР, станом на 17 грудня 1926 року, чисельність населення ради становила 1 751 особу, з них, за статтю: чоловіків — 814, жінок — 937; етнічний склад: українців — 1 744, росіян — 3, поляків — 3, інші — 1. Кількість господарств — 395, з них, несільського типу — 2.
Відповідно до результатів перепису населення СРСР, кількість населення ради, станом на 12 січня 1989 року, становила 1 160 осіб.
Станом на 5 грудня 2001 року, відповідно до перепису населення України, кількість мешканців сільської ради становила 985 осіб.

## Склад ради
Рада складалася з 14 депутатів та голови.

## Керівний склад сільської ради
| ПІБ                            | Основні відомості                                                             | Дата обрання | Дата звільнення |
| ------------------------------ | ----------------------------------------------------------------------------- | ------------ | --------------- |
| Лікарчук Олександр Миколайович | Сільський голова, 1975 року народження, освіта, безпартійний                  | 26.03.2006   | 31.10.2010      |
| Лікарчук Олександр Миколайович | Сільський голова, 1975 року народження, освіта середня загальна, безпартійний | 31.10.2010   |                 |

Примітка: таблиця складена за даними джерела

## Історія
Створена 1923 року в с. Голубівка Білилівської волості Бердичівського повіту Київської губернії. Станом на 17 грудня 1926 року на обліку числяться хутори Мерзлого та Самотуж, котрі, на 1 жовтня 1941 року, не перебувають на обліку населених пунктів.
Станом на 1 вересня 1946 року сільська рада входила до складу Ружинського району Житомирської області, на обліку в раді перебувало с. Голубівка.
11 серпня 1954 року, внаслідок виконання указу Президії Верховної ради УРСР «Про укрупнення сільських рад по Житомирській області», до складу ради включене с. Пустоха ліквідованої Пустоської сільської ради Ружинського району. 2 вересня 1954 року до складу ради передане с. Черемуха Немиринецької сільської ради Ружинського району. 29 червня 1960 року с. Пустоха приєднане до с. Голубівка.
Станом на 1 січня 1972 року сільська рада входила до складу Ружинського району Житомирської області, на обліку в раді перебували села Голубівка та Черемуха.
Виключена з облікових даних, відповідно до постанови Верховної РадиУкраїни від 17 липня 2020 року; територію та населені пункти ради, відповідно до розпорядження Кабінету Міністрів України № 711-р від 12 червня 2020 року «Про визначення адміністративних центрів та затвердження територій територіальних громад Житомирської області», включено до складу Ружинської селищної територіальної громади Бердичівського району Житомирської області.
Входила до складу Білилівського (7 03.1923 р.), Ружинського (27.03.1925 р., 4.01.1965 р.) та Попільнянського (30.12.1962 р.) районів.